# Ghostrunner
Ghostrunner es un videojuego de plataformas de acción de 2020 desarrollado conjuntamente por One More Level y Slipgate Ironworks, producido por 3D Realms y coeditado por 505 Games y All in! Juegos . El juego se lanzó para PlayStation 4, Windows y Xbox One en octubre de 2020, y para Nintendo Switch en noviembre de 2020, seguido de un lanzamiento de próxima generación para PlayStation 5 y Xbox Series X/S en septiembre de 2021. En abril de 2021 estuvo disponible una versión para Amazon Luna . El 3 de marzo de 2022 se lanzó una expansión de la historia, titulada Ghostrunner: Project Hel. Ghostrunner recibió críticas positivas de los críticos y vendió más de 2,5 millones de unidades hasta septiembre de 2023. Una secuela, Ghostrunner 2, lanzada el 26 de octubre de 2023.

## Jugabilidad
Como Jack the Ghostrunner, el jugador debe atravesar entornos peligrosos corriendo, saltando, corriendo por las paredes, luchando y deslizándose. El jugador también se encontrará con enemigos, que deben manejarse con cuidado, ya que tanto los enemigos como el jugador pueden morir de un solo golpe. Jack puede usar una mecánica llamada Sensory Boost, que le permite ralentizar el tiempo y esquivar y desviar balas en el aire. A medida que el jugador avanza en la historia, desbloqueará nuevas habilidades y mejoras, que podrá aplicar utilizando piezas similares a tetromino en un sistema de cuadrícula. 

## Trama
Después de un cataclismo global no especificado conocido como el Estallido, la humanidad se aloja en la Torre Dharma, una vasta arcología parecida a un rascacielos que alberga al resto de la humanidad. El Ghostrunner se despierta sin recuerdos, pero se le ordena liberar al Arquitecto, la conciencia preservada de Adam que estableció y gobernó la Torre Dharma y diseñó a los Ghostrunners, superhumanos tecnológicamente mejorados que sirvieron como fuerza policial y de mantenimiento de la paz. Mara, la confidente del Arquitecto, lo traicionó en un golpe que destruyó la mayoría de las unidades Ghostrunner, y ahora se la conoce como Keymaster. El Ghostrunner fue descubierto para ser reparado por un grupo de rebeldes conocidos como los Escaladores, aunque el levantamiento fue sofocado justo antes de que se reactivara el Ghostrunner. El Arquitecto asigna al Ghostrunner la misión de derrotar al Keymaster. Los sistemas Cybervoid restantes, la red digital que conecta la Torre Dharma y la base sobre la que se basa la inteligencia del Arquitecto son todos accesibles al Ghostrunner. Como resultado, el Arquitecto puede reparar los daños en la codificación del Ghostrunner. Zoe, una escaladora superviviente, es contactada por Ghostrunner cuando intenta pedir ayuda. Ella le ofrece ayuda en su búsqueda para derrotar al Keymaster. Zoe también le da el apodo de 'Jack', que era un seudónimo que usaron los escaladores cuando intentaron repararlo. Mara desactiva los sistemas de filtrado de aire en el distrito donde tuvo lugar el levantamiento, lo que podría provocar que todos los residentes del distrito mueran a causa del polvo radiactivo de la atmósfera exterior. Para consternación del arquitecto, Ghostrunner acepta reinicializar las turbinas a petición de Zoe.

Para ir a Ciudad Dharma, el sector de élite de la Torre, Ghostrunner toma el ascensor Amida. Ghostrunner continúa hacia el Repositorio, un servidor Cybervoid protegido que tiene datos previos a la Explosión, así como ciertos conocimientos del Proyecto Ghostrunner. Zoe ve una distorsión en los sistemas de monitoreo, que resulta ser una réplica de los Ghostrunners construidos por Mara, con quien trabajó en su diseño. La unidad toma los datos, lo que obliga al Ghostrunner a derrotarlos para obtener acceso a las mejoras de los datos. El Keymaster le dice al Arquitecto y su "títere" que una vez que el Ghostrunner sea derrotado, ella destruirá todos los sistemas Cybervoid supervivientes, acabando con la inteligencia del Arquitecto. El Ghostrunner luego pasa al centro de poder del Keymaster, el Núcleo. El Arquitecto siempre desdeña la amistad del Ghostrunner con Zoe y considera que la obstinación del Ghostrunner es un defecto en el arma perfecta del Arquitecto.
Zoe recibe una señal de socorro mientras el Ghostrunner atraviesa el Núcleo, lo que la lleva a abandonar su lugar seguro con la esperanza de rescatar a un compañero escalador, a pesar de la advertencia del Ghostrunner de que podría ser una trampa. De todos modos, ella se despide de él. La Maestra de Llaves habla directamente con los ciudadanos de la Torre y les describe su objetivo final: cambiar de forma invasiva el cuerpo humano para permitir que la humanidad se vaya, permitiéndole sobrevivir a las condiciones del Exterior. Los productos de su investigación son capaces de hacerlo, pero la naturaleza de los aumentos dañaría sus mentes, dejándoles con poco que pudiera llamarse humano. Ghostrunner descubre un último servidor Cybervoid y adquiere la capacidad de piratear los omnipresentes implantes neuronales 'Atma' de sus oponentes. Ghostrunner se da cuenta de que el Arquitecto tiene la capacidad de manipular individuos como resultado de esta habilidad y comenta que el Arquitecto es peor que Mara. Mara reconoce que la única razón por la que Ghostrunner habría preservado el sector de antes en lugar de continuar su viaje para enfrentarla es porque no fue totalmente obediente, y trata de persuadirlo de que el Arquitecto no es más que una máquina loca. Ghostrunner se da cuenta de que el Arquitecto ha estado mintiendo sobre sus capacidades dentro de la Torre cuando la silencia. Después de derrotar a Mara, el Arquitecto lleva al Ghostrunner a Cybervoid, ya que la fuerza del Arquitecto aumentó cuando el Ghostrunner se conectó con los servidores de Cybervoid, y el Arquitecto apunta a absorber completamente al Ghostrunner porque el Ghostrunner ahora es independiente y sensible. Como se revela que el objetivo tanto del Adam original como del Arquitecto es la subyugación total de la humanidad, el Ghostrunner resiste y atraviesa el paisaje. El Arquitecto ve esto como una situación en la que todos ganan, mientras que Ghostrunner cree que el primer golpe de Mara fue correcto. Ghostrunner llega a la manifestación del Arquitecto, quien le informa que sin él, Cybervoid dejaría de existir, matando efectivamente a Ghostrunner. De todos modos, Ghostrunner destruye al Arquitecto y se reintroduce como Jack. El epílogo está narrado por Zoe, quien afirma que la humanidad ahora es libre de elegir su propio destino, libre del delirante Arquitecto y de la tiranía de Mara. Ella le transmite su agradecimiento a Jack, quien parece haber sido reactivado.

## Desarrollo
El desarrollador polaco One More Level trabajó con 3D Realms para crear el juego. El juego se creó con Unreal Engine 4 y es compatible con la tecnología RTX de Nvidia . Ghostrunner se anunció durante la Gamescom 2019.  Una demostración estuvo disponible del 6 al 13 de mayo de 2020 en Steam.  El juego recibió comentarios positivos antes de su lanzamiento. Forbes calificó el juego como una mezcla de Titanfall, Dishonored y Superhot .  Andy Chalk de PC Gamer calificó el juego como una mezcla entre Mirror's Edge y Dishonored .  El juego fue lanzado para Microsoft Windows, Xbox One y PlayStation 4 el 27 de octubre de 2020 por All In! Games y 505 Games,  con una versión para Nintendo Switch que se lanzará el 10 de noviembre de 2020   y versiones para PlayStation 5 y Xbox Series X/S que se lanzarán el 28 de septiembre de 2021.  También estuvo disponible una versión para Amazon Luna el 6 de abril de 2021. 

## Recepción
Ghostrunner recibió críticas "generalmente favorables" para todas las plataformas, excepto Nintendo Switch, que recibió críticas "mixtas o promedio" de los críticos, según Metacritic . 

### Ventas
Ghostrunner había vendido más de 600.000 unidades en mayo de 2021. El juego ha vendido más de 2,5 millones de unidades hasta septiembre de 2023. 

## Continuación
El 13 de mayo de 2021, la empresa matriz de 505 Games, Digital Bros, anunció que Ghostrunner 2 estaba en desarrollo para Microsoft Windows, PlayStation 5 y Xbox Series X/S. Los avances de Ghostrunner 2 se lanzaron en la transmisión del segundo aniversario y en Steam el 4 de noviembre de 2022. El 24 de mayo de 2023, se reveló oficialmente durante el evento PlayStation Showcase y su lanzamiento está programado para el 26 de octubre de 2023. 